# شخصيات مسرحية شكسبير
شخصيات مسرحية شكسبير (بالإنجليزية: Characters of Shakespear's Plays)، وهو كتاب نقدي صدر عام 1817 لـ مسرحية شكسبير، كتبه كاتب المقالات والناقد الأدبي الإنجليزي في أوائل القرن التاسع عشر وليام هازليت. ألف كرد فعل على منهج الكلاسيكية الجديدة في مسرحيات شكسبير التي يجسدها صموئيل جونسون، وكان من بين أولى دراسات اللغة الإنجليزية لمسرحيات شكسبير التي اتبعت أسلوب الناقد الألماني. "أغسطس فيلهلم شليغل"، ومع أعمال "صموئيل تايلور كوليردج"، مهد الطريق لزيادة التقدير لعبقرية شكسبير التي كانت سمة من سمات النقد في وقت لاحق في القرن التاسع عشر. حيث كان أول كتاب يغطي جميع مسرحيات شكسبير، وكان المقصود منه أن يكون دليلاً للقارئ العام.
بعد ذلك، أصبح هازليت معروفًا كناقد مسرحي، وكان يركز بشكل متزايد على الدراما باعتبارها أدبًا، وساهم في النقد الأدبي المتنوع في العديد من المجلات، بما في ذلك المجلة المرموقة "مراجعة ادنبره". حيث كانت هذه أول دراساته الأدبية الطويلة. والمسرحيات الخمسة والثلاثون التي اعتبرها هازليت حقيقية، مغطاة في اثنين وثلاثين فصلاً، ومع إضافة مواد جديدة إلى المقاطع المعاد صياغتها من المقالات والمراجعات الدورية. حيث تحدد المقدمة موضوعه الرئيسي وهو تفرد شخصيات شكسبير وتنظر إلى انتقادات شكسبير السابقة. فصلان ختاميان حول "مسرحية شكسبير المشكوك فيها" و"القصائد والسوناتات" يكملان الكتاب.
وينصب الاهتمام في جزء كبير منه على الشخصيات، التي يتم وصفها غالبًا بميل شخصي واستخدام تعبيرات لا تُنسى ("إننا نحن هاملت") وتتضمن رؤى نفسية أصبحت ذات تأثير كبير في النقد اللاحق. وعلى الرغم من أنها كانت أقل تأثيرًا في البداية، إلا أن تعليقات هازليت على البنية الدرامية للمسرحيات والشعر وعلى الموضوعات الرئيسية والمزاج العام لكل مسرحية وضعت الأساس لتفسيرات أكثر تفصيلاً للنقاد اللاحقين. حيث عبر في كثير من الأحيان عن وجهة نظر مفادها أن العرض المسرحي لا يمكن أن ينصف مسرحيات شكسبير، ومع ذلك وجد هازليت أيضًا بعض المسرحيات قابلة للتمثيل بشكل بارز، وكثيرًا ما أعجب بأداء بعض الممثلين، وعلى وجه الخصوص إدموند كين.
في البداية نال كتاب هازليت استحسانًا كبيرًا، وكان له تأثير فوري وقوي على الشاعر جون كيتس، ومن بين آخرين تعرض لانتقادات شديدة، وفقد كتاب هازليت الكثير من تأثيره في حياة المؤلف، فقط ليدخل مرة أخرى في التيار الرئيسي لمسرحيات شكسبير. والنقد في أواخر القرن التاسع عشر. حيث بيعت الطبعة الأولى بسرعة. وكانت مبيعات الجزء الثاني، في منتصف عام 1818 في البداية سريعة، ولكنها توقفت تمامًا في أعقاب المراجعات المعادية بشدة والموجهة شخصيًا والتي ذات دوافع سياسية في المجلات الأدبية لـ حزب المحافظين في اليوم. وعلى الرغم من استمرار ظهور بعض الاهتمام بعمل هازليت ككاتب مقالات، إلا أنه لم يظهر هذا الاهتمام الكبير مرة أخرى إلا في نهاية القرن التاسع عشر، وبعد فترة طويلة من وفاة هازليت، في تفسيراته لشكسبير. في القرن العشرين، الناقد المؤثر "أ.س. بدأ برادلي" وعدد قليل من الآخرين يأخذون على محمل الجد تفسيرات الكتاب للعديد من شخصيات شكسبير. ولكن بعد ذلك تم انتقاد هازليت وبرادلي لعرضهما أخطاء في مدرسة "الشخصية" في النقد الشكسبيري، وفي المقام الأول مناقشة الشخصيات الدرامية كما لو كانوا أشخاصًا حقيقيين، ومرة أخرى استنكرت مساهمات هازليت في النقد الشكسبيري.
بدأ إحياء الاهتمام بهازليت كفكرة في منتصف القرن العشرين. حيث كانت أفكاره حول مسرحيات شكسبير ككل (وخاصة التراجيديات)، ومناقشاته حول شخصيات معينة مثل 'شايلوك" و"فالستاف" و"إيموجين" و"كاليبان" و "ياجو" وأفكاره حول طبيعة الدراما والشعر بشكل عام، كما عبر عنها في المقال عن كوريولانوس، حيث اكتسبت تقديرًا متجددًا وأثرت على انتقادات شكسبير الأخرى.
أصبحت أفكار هازليت حول العديد من المسرحيات الآن موضع تقدير باعتبارها بدائل مثيرة للتفكير لأفكار معاصره كوليردج، ويُنظر الآن إلى "شخصيات مسرحية شكسبير" على أنها دراسة رئيسية لمسرحية شكسبير، حيث يضع هازليت مع شليجل و كوليردج كواحد من أبرز ثلاثة نقاد شكسبير في الفترة الرومانسية.

## الخلفية
في 26 من يناير 1814، ظهر إدموند كين لأول مرة بدور شيلوك في مسرحية شكسبير "تاجر البندقية" وفي مسرح دروري لين في لندن. حيث كان ويليام هازليت، الناقد الدرامي لصحيفة مورنينج كرونيكل منذ سبتمبر الماضي، ةمن بين الجمهور. لقد كتب مراجعة مذهلة، يليه العديد من الآخرين الذين يصفقون ولكن في بعض الأحيان يلومون أداء كين في المآسي الشكسبيرية الأخرى، بما في ذلك الملك ريتشارد الثاني، والملك ريتشارد الثالث، وهاملت، وماكبث، وروميو وجولييت، وما اعتبره هازليت أفضل عروض كين. لم يكن كين معروفًا حتى في لندن. فإن هازليت الذي بدأ مؤخرًا حياته المهنية كمراجع مسرحي، لم يكن معروفًا أكثر من موضوع مراجعاته. فسرعان ما جلبت هذه الإشعارات كين وهازليت أمام أعين الجمهور. وفي أثناء تحضيره لمراجعة الدراما، كان هازليت معتادًا على قراءة أو إعادة قراءة المسرحية التي كان سيشاهدها قريبًا، وجاءت مراجعاته لتشمل تعليقات واسعة النطاق على المسرحيات نفسها، وتحولت بسرعة من النقد الدرامي إلى النقد الأدبي. ومع شكسبير على وجه الخصوص، أدى ذلك إلى التفكير في الطرق التي ينقل بها الممثلون مرة أخرى، وخاصة كين المفضل لديه رسالة المسرحيات. ولكنه لاحظ أيضًا الطرق التي لا يمكن لتفسير الممثل أن يرقى بها إلى مستوى مفهوم الكاتب المسرحي. ومع تطور تأملاته على هذا المنوال، واصل هازليت المساهمة بمقالات متنوعة في دوريات مختلفة. وفي فبراير 1816، قام بمراجعة محاضرات عن الأدب الدرامي لـ "أغسطس فيلهلم شليغل" لصالح مجلة مراجعة إدنبره. حيث أظهر الناقد الألماني شليغل تقديرًا لشكسبير من النوع الذي لم يظهره أحد في بلد هازليت بعد، وشعر هازليت المتعاطف مع العديد من أفكار شليغل، أن هناك مكانًا لكتاب كامل من شأنه أن يقدم نقدًا تقديريًا لجميع أعمال شكسبير. حيث يلعب مثل هذا الكتاب تقديم اقتباسات ليبرالية من النص، ويركز على الشخصيات والصفات المختلفة الخاصة بكل مسرحية؛ وشعر أنه يستطيع كتابتها. وكانت مسيرته الكتابية تتحرك في الاتجاه المناسب (كان يساهم في النقد الأدبي المتنوع للممتحن وأماكن أخرى خلال هذه الفترة)، وكان بحاجة إلى المال لدعم أسرته. وسمعته المتزايدة كناقد للدراما مكنته من ظهور اسمه على صفحة العنوان (كمراجع للدوريات، كانت مساهماته مجهولة المصدر، كما كانت العادة في ذلك الوقت).
وهكذا ولدت شخصيات مسرحية شكسبير. حيث دمج الكثير من المواد التي كان قد عمل عليها بالفعل في مراجعاته الدرامية في الكتاب. مقال واحد عن حلم ليلة في منتصف الصيف، مأخوذ بالكامل من مساهمة في سلسلة "المائدة المستديرة" في الممتحن، حيث نُشر لأول مرة في 26 من نوفمبر 1815، مع كتابة فقرة ختامية من مراجعة درامية، نُشرت أيضًا في إكسامينر، في 21 من يناير 1816. وكانت هناك مواد من مقالات أخرى. معظمها "تمييز شكسبير الدقيق للشخصيات المتشابهة تقريبًا" فشق طريقه إلى الفصول المتعلقة بالملك هنري الرابع، والملك هنري السادس، وعطيل  وأجزاء من "شخصيات شكسبير الأنثوية" حيث وجدت مكانًتا لها في الفصول الخاصة بـ سيمبيلين و عطيل. حيث قام هازليت بملء بقية ما احتاجه لإنشاء كتاب كامل في عام 1816 وربما في أوائل عام 1817. وفي ذاك الوقت لم يكن سعيدًا بالطريقة التي تم بها الترويج لمجموعته "المائدة المستديرة"، التي صدرت في نفس العام من قبل ناشرها، فبدأ في الترويج لكتابه الجديد بنفسه، جزئيًا عن طريق الكلام الشفهي وأيضًا عن طريق الحصول على موافقة صديق لنشر الفصل عن هاملت في التايمز ويطلب من فرانسيس جيفري الذي هو محرر مجلة إدنبرة، في ملاحظة ذلك في تلك الدورية.
ولقد قام بالفعل بطباعتها بشكل خاص (بدلاً من تقديمها مباشرة إلى الناشر) بواسطة صديقه الطابعة كارو هنري رينيل، الذي اشترى حقوق الطبع والنشر مقابل 100 جنيه إسترليني. وكتكتيك دعائي، حيث وزع النسخ بشكل خاص.
أخيرًا، قام هازليت بنشر الكتاب بالتعاون بين رولاند هانتر والأخوة تشارلز وجيمس أولير، الذين أصدروه في 9 من يوليو 1817. ولقد كان ناجحًا للغاية، حيث بيعت هذه الطبعة الأولى في ستة أسابيع. صدرت طبعة ثانية عن تايلور وهيسي، وفي وقت لاحق من ذلك العام، تم إصدار طبعة غير مرخصة في بوسطن بواسطة ويلز وليلي. ولم تظهر أي طبعات أخرى في حياة هازليت.

## مقالات
تتكون شخصيات مسرحية شكسبير بشكل أساسي من انطباعات هازليت وأفكاره حول جميع مسرحيات ويليام شكسبير التي يعتقد أنها حقيقية. واردل 1971، وهي الصفحات من 197 إلى 204؛ أما هازليت 1818، ص 335-45. حيث كان الكتاب الأول من نوعه الذي كتبه أي شخص حتى الآن.
ينصب تركيزه الأساسي على الشخصيات التي تظهر في المسرحيات، ولكنه يعلق أيضًا على البنية الدرامية للمسرحيات وشعرها، مشيرًا بشكل متكرر إلى التعليقات من قبل النقاد السابقين، وكذلك الطريقة التي مثل بها الشخصيات على المسرح. والمقالات عن المسرحيات نفسها (هناك "مقدمة" بالإضافة إلى مقال عن "مسرحيات شكسبير المشكوك فيها" وواحدة عن "القصائد والسوناتات") حيث يبلغ عددها اثنين وثلاثين، ولكن مع اثنين من المقالات تشمل خمسة من المقالات المسرحيات التي تمت مناقشتها فيبلغ عددها خمسة وثلاثين مسرحية. وعلى الرغم من أن كل مقال يشكل فصلاً في كتاب، إلا أنه يشبه في الأسلوب والطول مجموعة هازليت المتنوعة المائدة المستديرة (نُشرت أيضًا في عام 1817، بالتعاون مع لي هانت)،  التي اتبعت نموذج المقالات الدورية الذي قد وضعه قبل قرن من الزمان في المشاهد.
وعلى الرغم من أن هازليت يمكن أن يجد الكثير مما يستحق تقديره في الكوميديا، إلا أن المأساة كانت بالنسبة له أكثر أهمية بطبيعتها، وهو يزن المآسي بشكل أكبر بكثير. وفي هذا اختلف عن جونسون الذي رأى أن شكسبير هو الأفضل في الكوميديا. وأعظم المسرحيات كانت المآسي وعلى وجه الخصوص ماكبث وعطيل، والملك لير و هاملت وغالبًا ما تتكامل تعليقات هازليت على المأساة مع أفكاره. حول أهمية الشعر والأدب الخيالي بشكل عام. وكما عبر عن ذلك في نهاية "لير"، تصف المأساة أقوى المشاعر، و"تظهر أعظم قوة العبقرية هنا في وصف أقوى المشاعر: قوة الخيال، في أعمال الخيال". حيث يجب أن يكون الاختراع متناسبًا مع قوة الانطباعات الطبيعية التي هي موضوعها 177.

### المقدمة
في "المقدمة"، يركز هازليت على "الشخصيات" من خلال اقتباس تعليق البابا بأن "كل شخصية في شكسبير، هي شخصية فردية، مثل الشخصيات الموجودة في الحياة نفسها". وبعد مراجعة العديد من النقاد الآخرين لشكسبير، يركز هازليت على اثنين من أهم النقاد، بما في ذلك الدكتور جونسون المؤثر. ووجد هازليت أن النقد الشكسبيري لجونسون، هو الناقد الأدبي الأول في العصر السابق، ومثير للقلق من عدة جوانب. فلم يقدر المآسي بشكل كافٍ. ولقد فاته جوهر الكثير من الشعر. وقد "اختزل كل شيء إلى المعيار المشترك للملاءمات التقليدية [...] وأحدث الصقل أو السمو الأكثر روعة تأثيرًا على عقله، وكما يمكن ترجمتها إلى لغة النثر المدروس". ةيعتقد جونسون أيضًا أن كل شخصية في شكسبير تمثل "نوعًا" أو "نوعًا"، وفي حين أكد هازليت، الذي انحاز إلى بوب، على فردية شخصيات شكسبير، بينما ناقشها بشكل أكثر شمولاً مما فعل أي شخص.
وبدلاً من الناقد الإنجليزي، كان الألماني أوغست فيلهلم شليغل، الذي تُرجمت محاضراته عن الدراما مؤخرًا إلى الإنجليزية، وهو الذي يعتقد هازليت أنه أعظم منتقد لمسرحيات شكسبير. ويورد هازليت هنا مقتطفات طويلة من شليغل عن شكسبير، ويختلف معه بشكل أساسي فيما أسماه "التصوف" الذي يظهر في تفسيرات شليغل. حيث شارك مع شليغل الحماس لشكسبير الذي وجده ناقصًا عند دكتور جونسون. ويشير إلى أن "الحماس المفرط هو أمر يمكن تبريره فيما يتعلق بشكسبير أكثر من الافتقار إليه؛ لأن إعجابنا لا يمكن أن يتجاوز عبقريته بسهولة".

### سيمبيلين
باعتبارها واحدة من مفضلاته، ويضع هازليت مسرحية "سايمبلان" في المرتبة الأولى في مناقشاته لمسرحيات شكسبير، وفقًا لمعالجتها المكثفة. يتضمن ذلك انطباعاته الشخصية عن الشخصيات الفردية، كما يقودنا عنوان الكتاب إلى توقع، ولكن أيضًا نوع الاعتبار الأوسع الذي لن يُنسب إليه الفضل فيه لمدة قرن ونصف على الأقل.
"أعظم سحر في المسرحية هو شخصية إيموجين"، حيث كتب هازليت. ويلاحظ كيف أنها، في تبرير تصرفاتها، "لا تعتمد كثيرًا على مفاتنها الشخصية" بل "على استحقاقها، وفي استحقاقها في عمق حبها وحقيقتها وثباتها. وعرض شكسبير كامل ومستدير. حيث نحن نرى جمالها كما لاحظه الآخرون (كما لاحظه الشرير إياشيمو)، ولكن في كثير من الأحيان نراها من الداخل، ونتأثر عندما تشعر بالغضب عندما علمت (كما أُبلغت كذبًا) أنه قد خانه بعض من جاي الإيطالي [...].
وهنا يقتبس هازليت من شكسبير. هازليت ونحن نشهد لحظة في تطور شخصيتها، حيث يزداد عزمها على التنكر للبحث عن هازليت "من بين جميع نساء شكسبير ربما تكون الأكثر رقة وأقل فنًا.
ويوسع هازليت نطاق هذه التأملات ليشمل النظر في "بطلات شكسبير" بشكل عام، حيث يكتب: "لم يصل أحد أبدًا إلى الكمال الحقيقي للشخصية الأنثوية، والشعور بالضعف الذي يعتمد على قوة عواطفها للحصول على الدعم، وكذلك شكسبير". (هنا يدمج هازليت مادة من مقالته "شخصيات شكسبير الأنثوية"، المنشورة في إكسامينر في 28 من يوليو 1816).
ويعلق هازليت بدرجة أقل على الشخصيات الأخرى، مثل بيلاريوس وجيودريوس وأرفيواجوس؛ وفي كثير من الأحيان يظهر كيفية ارتباط الشخصيات ببعضها البعض وببنية المسرحية. وهؤلاء الثلاثة على سبيل المثال، "يمثلون ارتياحًا جيدًا للمؤامرات والتحسينات المصطنعة للمحكمة التي تم نفيهم منها".
وتمت مناقشة شخصية كلوتن، "السيد المغرور والمتكبر"، كمناسبة لملاحظة صور شكسبير من ناحية الأكثر تناقضًا في الطبيعة البشرية. كلوتن "بكل سخافة شخصيته وأخلاقه، لا يخلو من الدهاء في ملاحظاته". حيث يميز الشخصية عن الأخرى وتقديم شخصيات من أنواع متشابهة ولكن مع تعديلات طفيفة على سماتها المتشابهة لنقل انطباع معين عن الطبيعة البشرية. ويلاحظ هازليت:

[A] كما يحدث في معظم أعمال المؤلف، لا يوجد أقصى قدر من الحفاظ على كل شخصية منفصلة فحسب؛ ولكن في صب الأجزاء المختلفة، وعلاقتها ببعضها البعض، هناك تقارب وتناغم، مثل ما يمكن أن نلاحظه في تدرجات الألوان في الصورة. وإن التناقضات المذهلة والقوية التي يزخر بها شكسبير لا يمكن أن تفلت من الملاحظة؛ ولكن استخدامه لمبدأ القياس للتوفيق بين أعظم تنوعات الشخصية وللحفاظ على استمرارية الشعور طوال الوقت، حيي لم يتم الاهتمام به بشكل كافٍ.

وكما يفعل مع الشخصية، يلاحظ هازليت الأنماط التي يكتشفها في الحبكة. حيث لن يكون لديه ما ينتقدها فيما يتعلق بـ "الوحدات" الكلاسيكية. فيجب أن تؤخذ المؤامرة بشروطها الخاصة. وإذا كان الحدث طويل الأمد، "يصبح الاهتمام أكثر جويًا وصقلًا من مبدأ المنظور المقدم إلى الموضوع من خلال التغييرات الخيالية للمشهد، وكذلك بطول الوقت الذي يستغرقه".
وفيما يتعلق بنسج شكسبير لخيوط القصة معًا، يتعجب هازليت من "السهولة واللامبالاة الواعية" التي بها "يتم اصطناع الأحداث الأكثر تشابكًا والتي تبدو غير رسمية وبطريقة تؤدي في النهاية إلى القصة الأكثر اكتمالًا". ومرة أخرى، يوسع المناقشة ويجادل ضد وجهة نظر الدكتور جونسون "التي مفادها أن شكسبير كان غافلًا عمومًا عن إنهاء مؤامراته. ونحن نعتقد أن العكس هو الصحيح؛ ويمكننا الاستشهاد بدليل على ذلك". هذه الملاحظة لا تقتصر على المسرحية الحالية فحسب، بل أيضًا خاتمة مسرحيات «لير»، و«روميو وجولييت»، و«ماكبث»، و«عطيل»، وحتى «هاملت»، ومن المسرحيات الأخرى ذات اللحظة الأقل، والتي يكون فيها الفصل الأخير مزدحمًا بالأحداث الحاسمة التي حدثت بالوسائل الطبيعية.
بعيدًا عن الحبكة وبعيدًا عن الشخصيات الفردية، يختتم هازليت مناقشته من خلال الإشارة إلى المزاج السائد، "الكآبة الرقيقة التي تنتشر في المسرحية بأكملها". فيرى التوازي حتى تتعارض خطوط القصة المتناقضة بمهارة مع بعضها البعض "دون وعي" في ذهن القارئ وفي ذهن المؤلف، وتعمل من خلال "قوة الارتباط الطبيعي، وسلسلة معينة من الأفكار التي تشير إلى تصريفات مختلفة لنفس الشعور السائد، وتذوب في تقوية بعضها البعض، مثل الأوتار في الموسيقى. وهكذا وأكثر بكثير من مجرد التعليق على شخصيات معينة، ويوضح هازليت شخصية المسرحية ككل.

### هاملت
على الرغم من أن هازليت كان في بعض الأحيان مسرورًا بتفسيرات الممثلين لشخصيات شكسبير، واعتقد أن بعض مسرحيات شكسبير مناسبة تمامًا للمسرح، إلا أنه افتتح الفصل الخاص بـ هاملت بالإعلان، "لا نحب أن نرى مسرحيات مؤلفنا تُمثل". ، والأهم من ذلك كله، هاملت. وهنا أكثر من أي مكان آخر، يقف إلى جانب تشارلز لامب وفي الاعتقاد بأن مسرحيات شكسبير تعاني في العرض المسرحي. حيث لم يلعب جون كيمبل ولا ممثله المفضل إدموند كين دور هاملت بما يرضيه. حيث "هاملت السيد كين طائش ومتهور بقدر ما هو متعمد ورسمي للسيد كيمبل.
ولقد شعر أن هذه مسرحية تستحق القراءة، وأشار إلى أنه بحلول وقته كان قد تم قرأ كثيرًا حتى أصبح جزءًا من الثقافة المشتركة. "هذا هو هاملت الدانماركي الذي نقرأ عنه في شبابنا". ويمكن للمرء أن يقول، كما يلاحظ، أن هاملت هو مجرد شخصية في مسرحية: "هاملت هو اسم؛ وخطبه وأقواله ليست سوى العملة الخاملة لعقل الشاعر. ومع ذلك فإن شكسبير يعطي هذه الأقوال حقيقة في ذهن القارئ، مما يجعلها "حقيقية مثل أفكارنا".
ومن بين جميع مسرحيات شكسبير، هذه المسرحية هي "الأكثر تميزًا من حيث البراعة والأصالة.
ويكتب هازليت أنه كان يفكر في هاملت أكثر من أي مسرحية أخرى لشكسبير لأنها "تزخر بتأملات مذهلة عن حياة الإنسان، ولأن محنة هاملت تنتقل، من خلال دوران عقله، إلى الحساب العام للإنسانية".
"إن شخصية هاملت [...] ليست شخصية تتميز بقوة الإرادة أو حتى العاطفة، ولكنها تتميز بصقل الفكر والمشاعر"، ويكتب هازليت، وهو يقف إلى جانب شليغل وكولريدج في الاعتقاد بأن هاملت "يبدو غير قادر على العمل المتعمد". "شغفه الحاكم هو التفكير، وليس الفعل".
ورغم أن التركيز في هذا المقال ينصب بشكل كبير على شخصية الأمير هاملت، إلا أن هازليت يعلق أيضًا على حركة الفعل الدرامي. حيث يضفي شكسبير على جميع الشخصيات والأماكن جوًا من الواقعية، بحيث يمكن للقارئ أن يعتبر "المسرحية بأكملها نسخًا دقيقًا لما قد يُفترض أنه حدث في بلاط الدنمارك في فترة زمنية بعيدة". حيث ثبت قبل أن يُسمع عن التحسينات الحديثة في الأخلاق و... وتفكر الشخصيات وتتحدث وتتصرف تمامًا كما قد كانت تفعل، إذا تُركت لنفسها بالكامل، ولا يوجد هدف محدد، ولا يوجد إجهاد عند نقطة معينة."
يعكس هازليت أيضًا فهم شكسبير الشامل لتعقيد الشخصية البشرية. الملكة جيرترود، "التي كانت مجرمة جدًا في بعض النواحي ولم تكن خالية من الإحساس والمودة في علاقات الحياة الأخرى". ومرة أخرى يعلق على الفكرة التي عبر عنها نقاد آخرون بأن بعض الشخصيات غير منسقة في سلوكها بحيث لا تكون معقولة، وخاصة بولونيوس. إذا كانت "نصيحته لـ "ابنه" ليصبح ممتازا جدًا، ونصيحته للملك والملكة بشأن موضوع جنون هاملت سخيفة للغاية" وذلك "لأن "شكسبير" حافظ على التمييز الموجود في الطبيعة، بين مفاهيم الرجال وعاداتهم الأخلاقية [...] بولونيوس ليس أحمق، ولكنه يجعل نفسه كذلك.
حيث استخدم مقال هازليت عن هاملت لاحقًا بواسطة ديفيد برومويتش في مقارنة موسعة لآراء كوليردج وهازليت النقدية بشكل عام. على الرغم من أن انتقادات كولريدج لـ هاملت بالنسبة لبرومويتش، حيث احتوت على عدد أكثر من الأفكار الأصلية، بما في ذلك التقييم العام لشخصية الأمير هاملت، إلا أن وجهة نظر هازليت جديرة بالملاحظة لأنها، مثل كوليريدج، لا تقلل من تلك الشخصية إلى شخصية واحدة مهيمنة. والخلل هو عدم قدرته على التصرف. وفي إحدى محاضراته عن شكسبير، ادعى كوليردج أن "شكسبير أراد أن يقنعنا بحقيقة أن الفعل هو الغاية الرئيسية للوجود - وأنه لا يمكن اعتبار أي ملكات فكرية، مهما كانت رائعة، او ذات قيمة، أو في الواقع إلا أنها مصائب، وإذا سحبتنا من العمل أو جعلتنا منفرين منه، وقادتنا إلى التفكير في الفعل، حتى ينقضي الوقت الذي يمكننا فيه فعل أي شيء بشكل فعال".
ومن ناحية أخرى، بدلاً من تطبيق هذه المعنوية، أشار هازليت إلى ضرورة تعريف كل قارئ بهاملت لفهمه (وهو ما حدث، كما يعتقد، بسهولة أكبر من أي شخصية أخرى من شخصيات شكسبير) وحكم القارئ على هاملت جزئيًا على أساس ما رآه ذلك القارئ في نفسه. وهذا جعل من غير المرجح أن يتم اختزال شخصية هاملت بأكملها في عيب واحد لذلم من شأنه أن يوفر للقارئ درسًا أخلاقيًا.
ولم يجبر شكسبير الأمير هاملت على الالتزام بأي قواعد أخلاقية معينة. "لقد تم التشكيك في الكمال الأخلاقي لهذه الشخصية"، حيث كتب هازليت، ةلكن "الحدود الأخلاقية لـ [شكسبير] لا تظهر الأخلاق الباهتة". فلقد فهم هازليت أن الشخصية الإنسانية معقدة للغاية بحيث لا يتوافق مثل هذا التصوير مع حقيقة الطبيعة البشرية. "في أخلاق الأدب"، يلاحظ برومويتش "عادةً ما يتم العثور على كوليردج مرشدًا حازمًا، وهازليت مراقبًا مقلقًا".
كما أولى جون كينيرد اهتمامًا خاصًا لرسم هازليت "المشهور" للأمير هاملت في هذا المقال. وعلى الرغم من أن هازليت لا ينتمي بالكامل إلى مدرسة نقاد "الشخصيات" البحتة، إلا أن هذا المقال يميل إلى أن يكون نقدًا "للشخصيات" أكثر من غيره، كما يؤكد كينيرد أن هازليت شارك مع معاصريه الرومانسيين "التناقض تجاه المأساة". ةكان هاملت بالنسبة له لمعاصريه شخصية حديثة "مهووسة بالشر في العالم [،] [...] لفترة طويلة كمحرر للهروب من المعرفة به وفي حد ما كان لديه إحساس تشائم بأن المعاناة تتغير بلا شيء وأن العالم يجب أن يستمر كما هو.
وأدرج هازليت في هذا الفصل مادة من مراجعته لأداء كين لمسرحية هاملت في دروري لين في 12 من مارس 1814.
حيث تضمنت تلك المراجعة موضوع هازليت حول صعوبة تقديم هاملت على المسرح، بعد رؤية كيف فشل كين المفضل لديه في تفسير شخصية هاملت بشكل مناسب. ومع ذلك فإن المقاطع الشهيرة التي تبدأ بعبارة "هذا هو هاملت الدانماركي" وتتضمن التأكيد "نحن نكون هاملت" تظهر فقط في الشكل النهائي للمقالة في "شخصيات مسرحية شكسبير".